# Гетеротермія
Гетеротермі́я (від гетеро... і грец. θέρμη — тепло) — тип регуляції температури тіла, коли добові та сезонні коливання її перебільшують межі, властиві гомойотермним організмам (періодонтогенезу у деяких ссавців, зимова сплячка тощо). Г. —  здатність теплокровних тварин за різних умов підтримувати температуру тіла. З настанням несприятливих умов середовища у таких тварин температура тіла знижується і майже не перевищує температури навколишнього середовища. Це відбувається внаслідок зменшення рівня обміну речовин, наприклад, під час зимової сплячки (у багатьох гризунів, кажанів, їжаків та ін.) або глибокого зимового сну (у борсуків, ведмедів та ін.). Тварини, яким властива Г., наз. гетеротермними. В активному стані  гетеротермні тварини є гомойотермними тваринами.